# Otoyol 22
Otoyol 22 (kurz O-22) ist der östliche Teil der Teilringautobahn um Bursa (Türkei). Das Teilstück wurde in den 2000er Jahren gebaut. Die Autobahn soll in Zukunft nach Sivrihisar verlängert werden und an die ebenfalls geplante Ankara-İzmir-Autobahn angeschlossen werden. 